# Martin Blachier
Pour les articles homonymes, voir Blachier.
Martin Blachier est un médecin de santé publique français, né le 8 juin 1985 à Montréal (Canada). Il est en outre cofondateur de la société de conseil « Public Health Expertise-PHE », chroniqueur pour La Chaîne Parlementaire et pour CNews à partir de fin 2021.
Il est régulièrement apparu dans les médias au cours de la pandémie de Covid-19 en France.

## Biographie

### Formation
Martin Blachier fait ses études de médecine à l'université de Versailles – Saint-Quentin-en-Yvelines. Il est inscrit en 2009 en diplôme d'études spécialisés en santé publique et médecine sociale et obtient également son diplôme d'État de docteur en médecine,. Il obtient un master de recherche biomédicale et de statistiques à l'université Paris-Sud, ainsi qu'un master en stratégie et management des industries de santé à l'Essec.
Pendant son internat, il effectue plusieurs stages aux CHU de la Pitié-Salpêtrière et Henri-Mondor ainsi qu'un stage en pharmacovigilance et épidémiologie chez Sanofi-Aventis.

#### Carrière
Martin Blachier participe à des projets de la Haute Autorité de santé et du ministère des Solidarités et de la Santé. En 2015, il est consultant pour les laboratoires Gilead, Janssen, Ipsen et Lundbeck.
En 2012, il cofonde la société Public Health Expertise-PHE avec Henri Leleu,, valorisée en 2023 à 500 000 euros. Il publie onze articles scientifiques dans des revues indexées sur MEDLINE entre 2012 et 2017 ; il n'a pas de publication indexée en 2018 ni 2019.
En juin 2015, il crée un centre de photo-dépilation, photo-rajeunissement et vente de produits cosmétiques, dont il restera gérant jusqu'en novembre 2020 (DEPIL BLV, renommée BLV Group en août 2017 puis BS Clinic Louvre en mars 2021),,. En février 2020, il devient directeur général d'une société de conseil en communication (DIGIMED) présidée par Henri Leleu, liquidée en septembre 2020. En juillet 2020, il crée une société de gestion de fonds : Vibrix Holding.

### Vie privée
Martin Blachier est père de trois enfants, nés d'une union avec une médecin. Entre octobre 2020 et octobre 2022, il est en couple avec une psychologue, Marie-Estelle Dupont, qu’il a rencontrée sur un plateau de télévision lors de la pandémie de Covid-19.

## Présence médiatique pendant la pandémie à COVID-19
Pendant la pandémie de Covid-19, Martin Blachier apparaît régulièrement dans les médias : on lui dénombre 467 interventions d'avril 2020 à avril 2021 et, sur une période plus vaste de deux ans, plus de 1 200 interventions sur des plateaux TV d'avril 2020 à mars 2022. Ses prises de position se heurtent régulièrement à l'opinion de plusieurs de ses confrères et d'une partie du monde scientifique,,,. Les chaînes du groupe Altice décident de ne plus l'exposer à la suite de déclarations controversées.

### En 2020
En avril 2020, Martin Blachier craint une deuxième vague au printemps ou à l'automne. Dans un article qu'il juge « fondateur » de son exposition médiatique, il propose que le déconfinement de mai 2020 s'accompagne du maintien d'un confinement strict pour 17 millions de seniors et personnes à risque de forme grave de Covid-19, pendant 4 à 8 mois. Cet avis est similaire à celui contesté de la déclaration de Great Barrington.
En juin 2020, il juge « impensable et superflu » de maintenir le port du masque au bureau . Son avis diverge de celui de nombreux scientifiques , ; mi-août 2020, il se prononce finalement en faveur du port du masque en entreprise,.
En juin 2020, il estime que la levée des gestes barrières devrait s'accompagner d'une deuxième vague en août . En août 2020, il prédit un pic en novembre-décembre . En octobre 2020, il annonce une diminution des réanimations, parle de « vaguelette » et met en doute publiquement les données de Santé Publique France ,. Il fait finalement son mea culpa deux semaines plus tard, expliquant ne pas avoir « anticipé l'arrivée des mauvais jours » ,. Martin Blachier propose alors des mesures de confinement général ou des personnes les plus à risque, ou de mettre des amendes jusqu'à 10 000 euros pour les « jeunes qui font des fêtes non autorisées »,.

### En 2021
Lors de la « troisième vague », en janvier-février 2021, il incite au maintien des mesures restrictives (fermeture des bars, restaurants et lieux culturels) mais est contre le confinement,,. En février 2021, il « ne croit pas » les modèles de l'Institut Pasteur qui annoncent une augmentation des hospitalisations à venir . Il considère que l'impact du variant anglais est surestimé,. Fin février, il estime que la Covid-19 touche à sa fin et fera « moins de 100 000 morts » au total (nombre atteint au 15 avril 2021 en France) .
Opposé à toute fermeture des écoles dès janvier 2021, il s'oppose au port du masque par les enfants à partir de juin 2021,.
En avril 2021, il déclare que les mesures décidées par le gouvernement seront suffisantes pour enrayer l'épidémie, en parallèle avec les autotests et la campagne de vaccination. Avec Gérald Kierzek et l'urologue Michaël Peyromaure, il multiplie les interventions jugées « rassuristes », qui minimisent les effets de la crise sanitaire et fait des « prédictions » très optimistes qui lui valent les compliments de Nicolas Dupont-Aignan mais la désapprobation de chercheurs universitaires et la critique de soignants,.
En juin 2021, Martin Blachier estime que l'épidémie pourrait rebondir en octobre, car 20 % de personnes âgées ou vulnérables n'ont pas été vaccinées. Il recommande donc de rendre obligatoire la vaccination de ces personnes ou à défaut d'opter pour un lâcher-prise pour qu'ils soient « immunisés de façon naturelle ».
À propos du pass sanitaire, les 9 et 13 août 2021 il prédit qu'il sera retiré rapidement, le juge « d'aucune utilité » voire « responsable de nombreuses infections » ; le 26 août, il félicite le président de la République pour son instauration, qu'il estime être « le point culminant de son quinquennat (...) ce qu'il a fait de plus important », permettant selon lui de sauver des « dizaines de milliers de vies ». En janvier 2022, il estime toutefois que l'instauration du pass sanitaire était « une mauvaise idée ».
Mi-novembre 2021, face à l'arrivée du variant Omicron, il prédit que le nombre de contaminations sera à 50 000 au 15 décembre (à raison), que ce sera le pic avec une décroissance avant Noël (à tort, puisqu'il y avait 73 000 cas par jour à Noël et 366 000 au pic suivant, au 25 janvier 2022),,. Le 17 décembre, il déclare que le comité scientifique « est composé de gens qui n'ont pas le niveau et font des analyses médiocres ». Fin décembre, il estime que la vague Omicron est une « vague fantôme » ou une « vague qui n'aura pas lieu » et appelle à lever les restrictions sanitaires. Son tweet selon lequel le variant Omicron sélectionnerait les personnes vaccinées est repris par Pascal Praud.
À partir de fin octobre 2021, il devient chroniqueur pour La Chaîne parlementaire, puis fin décembre 2021 pour CNews.

### En 2022
Le 6 janvier 2022, Martin Blachier prône la libre circulation du virus et annonce que « l'histoire de la pandémie, elle est réglée ». Après une pétition avec sa compagne Marie-Estelle Dupont en décembre 2021 incitant à l'arrêt du port du masque dans les écoles, il déclare préférer l'immunité infectieuse à l'immunité vaccinale chez les enfants sans facteur de risque .
En mars 2022, il publie Méga gâchis, histoire secrète de la pandémie aux éditions du Cerf. L'éditeur assure en quatrième de couverture que « si on [l']avait écouté (...), nous aurions anticipé les vagues et les variants, limité les confinements à répétition », ce qui apparaît contraire à son souhait initial d'un confinement prolongé pour 17 millions de Français ou aux erreurs de prévision quant aux vagues et variants en 2020 et 2021,,,,. Il y est également précisé que « pour masquer leur incompétence et leur impuissance, pour couvrir leurs indécisions et leurs erreurs, pour poursuivre leur confiscation du pouvoir, les ministères et les agences, les administrations et les corporations ont tout fait pour le bâillonner ». Lors de la promotion du livre, Martin Blachier revendique plus de 1200 passages sur les plateaux de télévision depuis le début de la pandémie.
Mi-mars 2022, il approuve la levée du port du masque en France, considérant que c'est « ce qu'il fallait faire ». Pour lui, « le hasard fait que c'est le moment où il y a un rebond épidémique, mais cela était attendu ».

## Publications
- Martin Blachier et al., « A stochastic agent-based model of the SARS-CoV-2 epidemic in France », Nature Medicine, 14 juillet 2020
- Méga gâchis, histoire secrète de la pandémie, 191 p., éditions du Cerf, 2022  (ISBN 978-2-20415-122-1)
- Les Dix Nouvelles Menaces sur notre santé, éditions du Cerf, 2023  (ISBN 978-2-204-15388-1)